# 鄂霍次克短吻獅子魚
鄂霍次克短吻獅子鱼，为輻鰭魚綱鮋形目杜父魚亞目狮子鱼科的其中一種。分布於西北太平洋區的鄂霍次克海海域。屬深海魚類，棲息在水深130至780公尺的水域，體長可達44公分，生活習性不明。